# 人體骨骼
人體骨骼（human skeleton）是人体的内部由多块骨头组成而起支撑器官作用的部分或整体框架。
出生时由大约270块骨组成，成年后一些骨融合在一起后，总骨量减少到大约206块。骨骼中的骨量约占人体总重量的14％（平均约10-11公斤），在25-30岁之间达到最大值。人體骨骼可分为中轴骨骼和附肢骨骼。中轴骨骼由脊柱、胸廓、头骨和其他相关骨骼组成。附肢骨骼附着在中轴骨骼上，由肩带、腰带和上下肢的骨骼组成。
人體骨骼具有六大功能：支撑、运动、保护、血细胞产生、矿物质储存和内分泌调节。
人體骨骼不像许多其他灵长类动物那样具有明显的性别差异，但两性在头骨、齒列、長骨和骨盆形态上存在细微差异。一般来说，在特定种群中，女性骨骼的尺寸往往比男性骨骼小，也更脆弱。人类女性骨盆也不同于男性骨盆，以方便分娩。与大多数灵长类动物不同，人类男性没有陰莖骨。
|  |  |

## 划分

### 中轴
中轴骨骼（80块骨骼）由脊柱（32-34块骨骼；椎骨的数量因人而异，因为下部的骶骨和尾骨可能长度不同）、部分胸廓（12对肋骨和胸骨）和头骨（22块骨骼和7块相关骨骼）组成。
人类的直立姿势是由中轴骨骼维持的，中轴骨骼将头部、躯干和上肢的重量通过髋关节传递到下肢。脊柱的骨骼由许多韧带支撑。豎脊肌也起到支撑作用，对平衡很有用。

### 附肢
附肢骨骼（126块骨骼）由肩带、上肢、腰带（骨盆）和下肢组成。它们的功能是使运动成为可能，并保护消化、排泄和生殖的主要器官。

## 功能
骨骼有六大功能：支撑、运动、保护、血细胞产生、矿物质储存和内分泌调节。

### 支撑
骨骼为身体提供框架，并保持其形状。骨盆、相关韧带和肌肉为骨盆结构提供基础。没有胸廓、肋软骨和肋間肌，肺部就会塌陷。

### 运动
骨骼之间的关节允许运动，有些关节比其他关节允许的运动范围更广，例如球窝关节比颈部的枢轴关节允许的运动范围更大。运动由骨骼肌提供动力，骨骼肌附着在骨骼的不同部位。肌肉、骨骼和关节为运动提供主要的力学机制，所有这些由神经系统协调。
一般认为，史前时期人类骨密度的降低导致了人类运动的敏捷性和灵巧性的降低。从狩猎转向农业导致人类骨密度显著降低。

### 保护
骨骼有助于保护许多重要的内部器官免受损伤。
- 头骨保护大脑。
- 椎骨保护脊髓。
- 胸廓、脊柱和胸骨保护肺部、心臟和主要血管。

### 血细胞产生
骨骼是造血作用的场所，血细胞在骨髓中发育。儿童体内，造血主要发生在长骨（如股骨和胫骨）的骨髓中。成人体内则主要发生在骨盆、颅骨、椎骨和胸骨中。

### 储存
骨基质可以储存钙，并参与钙代谢，骨髓可以将铁储存在鐵蛋白中，并参与鐵代謝。然而，骨骼并非完全由钙构成，而是由硫酸软骨素和羥磷灰石的混合物组成，后者占骨骼的70%。羥磷灰石又由39.8%的钙、41.4%的氧、18.5%的磷和0.2%的氢组成。硫酸软骨素是一种主要由氧和碳组成的糖。

### 内分泌调节
骨细胞释放一种称为骨钙蛋白的激素，有助于调节血糖（葡萄糖）和脂肪沉积。骨钙蛋白不仅增加胰岛素分泌和敏感性，还能增加胰岛素分泌细胞的数量并减少脂肪储存。